# Бьелай
Бьелай (серб. Бјелај, хорв. Bjelaj) — село, расположенное в Боснии и Герцеговине (Федерация Боснии и Герцеговины, Унско-Санский кантон, община Босански-Петровац). В его честь названо Бьелайское поле.
По данным переписи 1991 года, население села составляли 187 человек: из них 176 — боснийцы, 6 — югославы, 5 — сербы.